# Chapéu de couro
 (septembre 2023).
Si vous disposez d'ouvrages ou d'articles de référence ou si vous connaissez des sites web de qualité traitant du thème abordé ici, merci de compléter l'article en donnant les références utiles à sa vérifiabilité et en les liant à la section « Notes et références ».
 (septembre 2023).
Le chapéu de couro ("chapeau de cuir", en portugais) est un coup de pied circulaire pénétrant de capoeira, semblable au martelo rodado mais avec une main d'appui au sol. Le mouvement se fait de l'extérieur vers l'intérieur du corps et se donne avec le dos du pied. Il faut pivoter la jambe d'appui en posant une main au sol avant de lever la jambe opposée pour ouvrir la hanche, puis continuer la rotation pour faire un tour complet en redescendant la jambe juste avant l'impact.
Le coup est généralement donné sur le cou ou à la tête de l'adversaire, mais on peut également le donner dans les côtes ou à la taille.

## Technique
- À partir d'une position debout, poser une main au sol en pivotant la jambe d'appui vers l'extérieur.
- Pivoter le bassin sur le côté en levant le genou de l'autre jambe et en se protégeant le visage avec l'autre bras.
- Poursuivre la rotation de la jambe d'appui en tendant la jambe qui frappe, de manière à l'abattre sur l'adversaire.
- Déposer la jambe de frappe sur le côté et faire un rolê, ou alors poursuivre la rotation sur la jambe d'appui pour revenir face à l'adversaire en déposant la jambe de frappe derrière soi.

Il ne faut pas confondre le chapéu de couro avec le martelo de chão, qui est très proche mais se fait à partir d'une position basse.